# Армин Шаковић
Армин Шаковић (3. јул 1968, Сарајево) босанскохерцеговачки је музичар.
Хит-пјесме Шаковића, за које је написао текст и музику те које имају спот на Јутубу: Мина (2009), Добра страно мог живота (2019). Друге његове више слушане пјесме су: Ово је моја кућа, Скитница, Немирна, Живот је (са бендом Кро-бос), Сто и један гријех, Не питајте, Пусти ме брате мој, Тројица ме из кафане водила, Ово је живот мој, Тристо дана (са Сар-е-ромом) и др.

## Биографија

### Каријера
Био је организатор хуманитарних концерата. Један је од саоснивача сарајевске Хајат продукције (2004).
Неки познати хитови, у овом контексту евергрини, који су настали сарадњом Шаковића са другим музичарима:
- Дозвола за љубав (Дејан Матић)
- Ти си мене (Нина Бадрић и Дино Мерлин)
- Треба времена (Коке)
- Да ти к’о човјек опростим (Хари Мата Хари)
- Што нас има машала (Кице, Амел Ћурић и Дарја)

#### Политика
Био је четири године одборник у Граду Сарајево (члан у комисији за додјелу Шестоаприлске награде).
Шест година је био на функцији директора Удружења естрадних радника Кантона Сарајево.
Члан је организације AMUS (Амус) од времена када је основана — при чему му је тренутни мандат почео октобра 2019. године.

### Приватни живот
Живи и музиком се бави у родном граду Сарајеву.
Слободно вријеме троши, између осталог, и на пецање.

## Дискографија
- Приче из кафане — и оркестар »Манко« (2000)
- За сва времена (2004)

Видеографија
| Спот                    | Год. | Режисер |
| ----------------------- | ---- | ------- |
| Живот је...             | 2007 | Хајат   |
| Мина                    | 2009 | Готива  |
| Добра страно мог живота | 2019 | Хајат   |